# Monts Nur
Les monts Nur, en turc Nur Dağları, littéralement en français « monts de la lumière », anciennement monts Amanus ou Amanos, en turc Elma Dağ, sont une chaîne de montagnes du Sud-Est de la Turquie.

## Géographie
Constituant le chaînon septentrional de la vallée du Grand Rift, ils s'étendent sur plus de 150 kilomètres, allant du cap Hınzır ou Akıncı Burun sur la côte méridionale du golfe d'Alexandrette dans la province de Hatay jusqu'au nord à la frontière des provinces d'Osmaniye et de Kahramanmaraş.
Le franchissement des monts Nur se fait principalement par les Portes amanides (col de Bahçe) franchies par la route E 90 reliant Osmaniye à Gaziantep ou par les Portes de Syrie (col de Belen) à l'est d'İskenderun qui permettent de rejoindre Antakya puis la Syrie vers Alep ou Lattaquié.
Ils sont dominés par le Mıgır Tepe ou Bozdağ (« montagne argentée ») qui culmine à 2 240 mètres d'altitude et par le Koyunmeleten Dazi Tepe à 2 154 m.